# Römhild

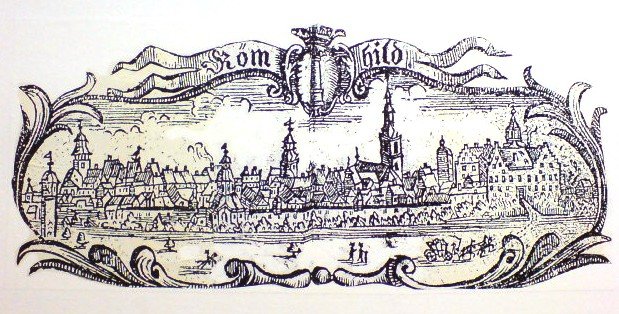
Römhild Stadtansicht 1680

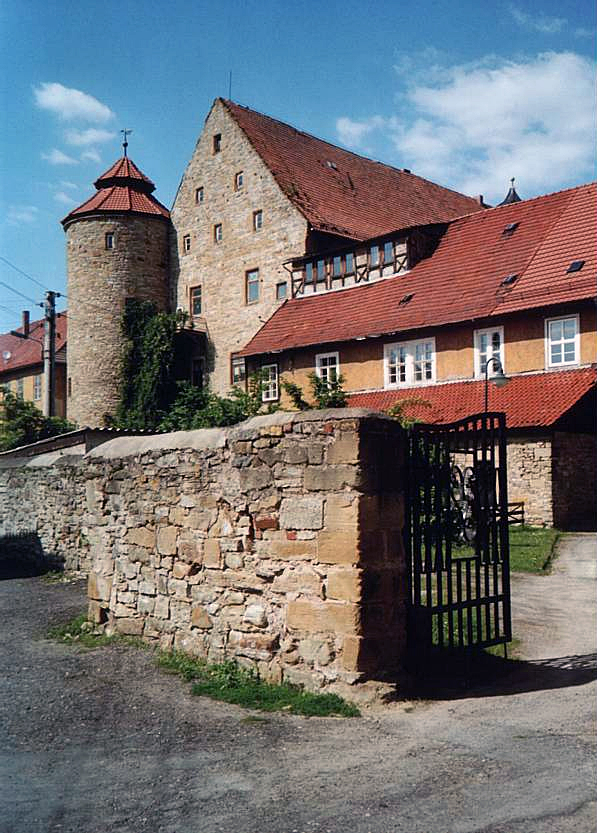
Schloss Glücksburg

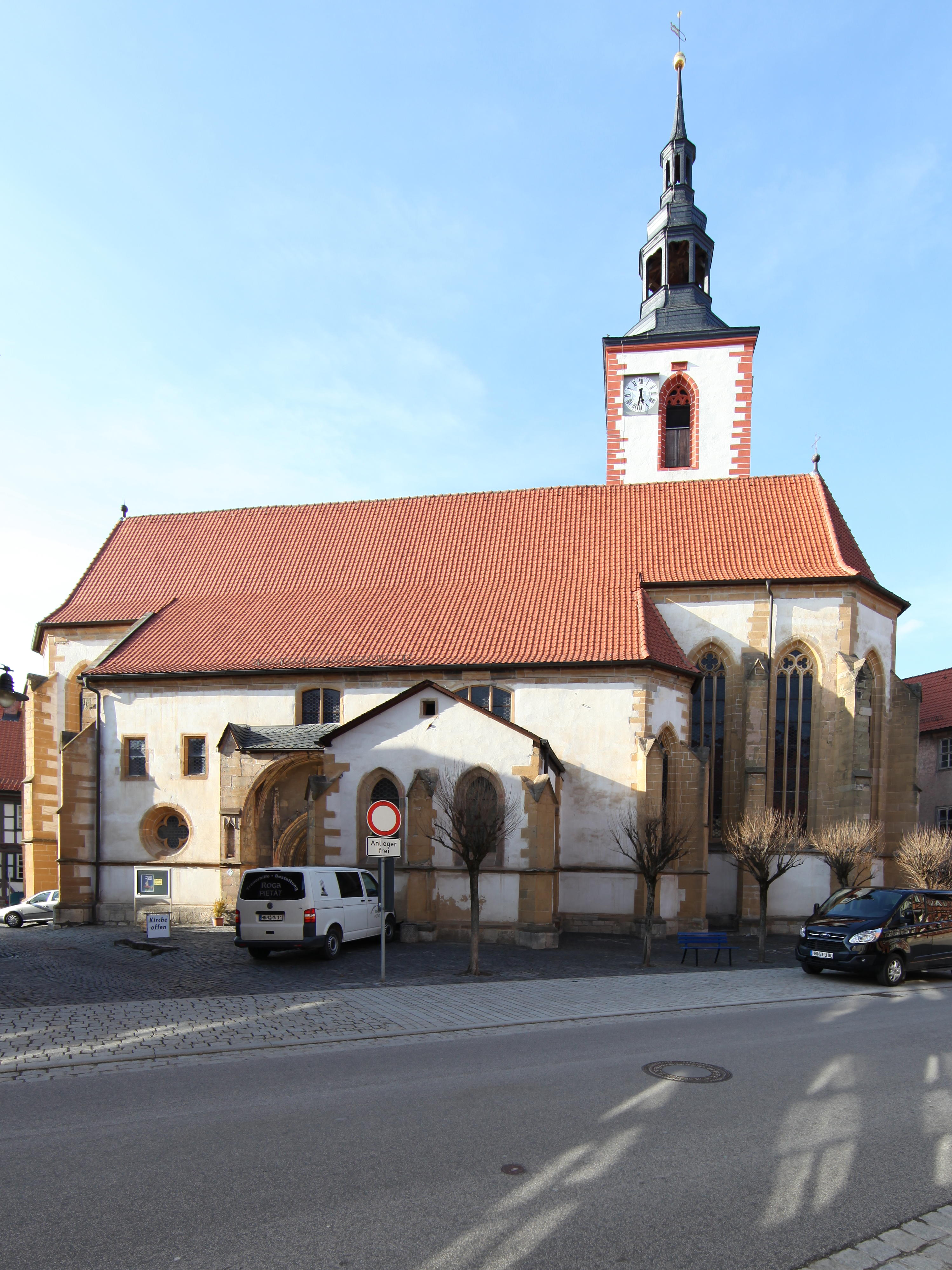
Stiftskirche

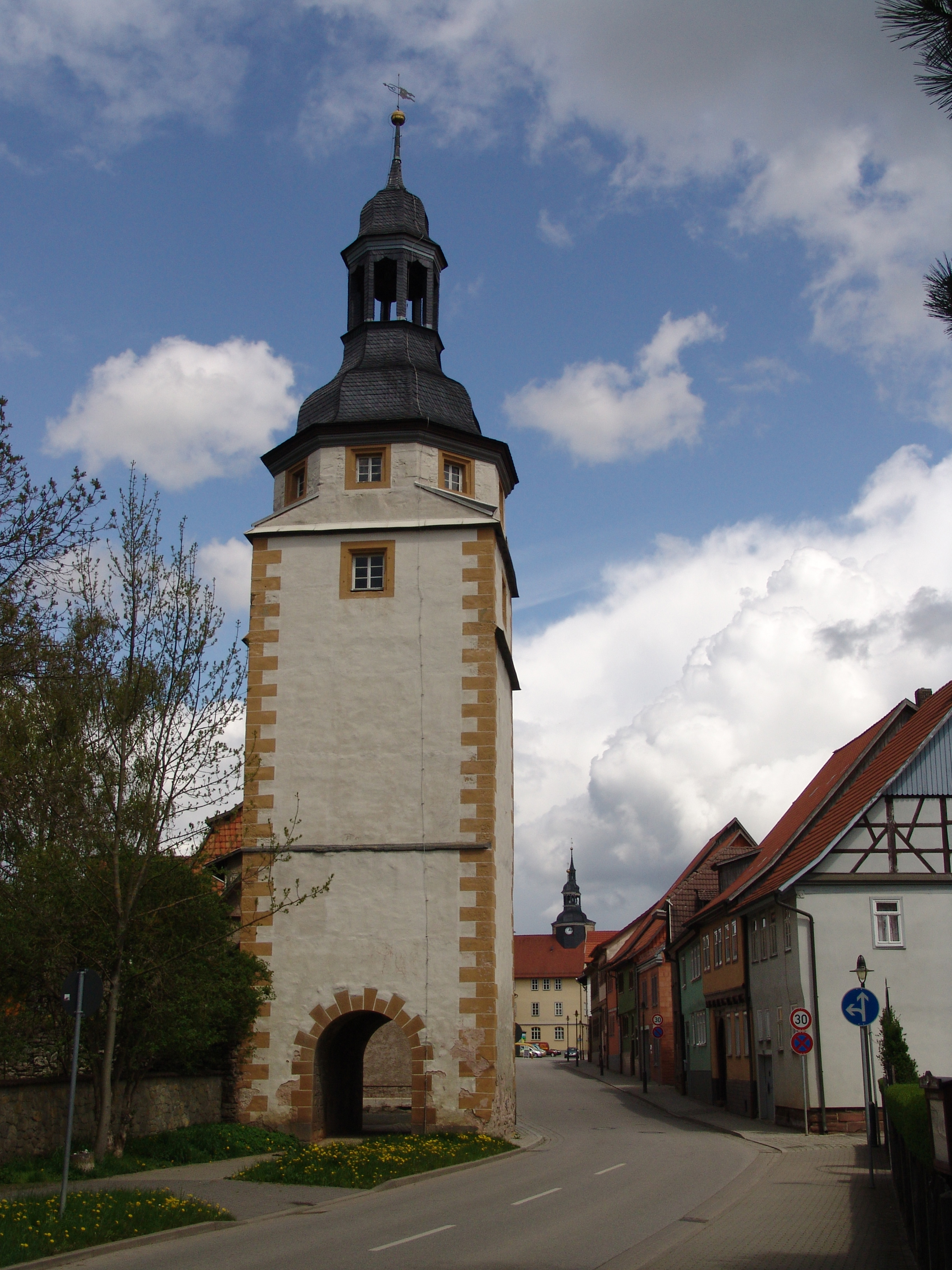
Stadtturm und Rathaus

Römhild ist eine Kleinstadt im Landkreis Hildburghausen. Die ehemalige Residenzstadt der Grafschaft Henneberg-Römhild (1274–1549) und des Herzogtums Sachsen-Römhild (1676–1710) befindet sich im fränkisch geprägten Süden Thüringens.

## Geographie
Römhild liegt im Schutze der Gleichberge in der Region Grabfeld im Henneberger Land, direkt an der Landesgrenze zu Bayern. Auch der Keltenerlebnisweg führt durch das Grabfeld an der Stadt vorbei.
Römhild befindet sich zum größten Teil im Einzugsgebiet der Milz, dem oberen Teil des Einzugsgebietes der Fränkischen Saale, und somit im Einzugsgebiet des Mains und des Rheins. Nur der Ort Zeilfeld befindet sich auf der Hauptwasserscheide und somit teilweise im Einzugsgebiet der Werra. 
Ortsteile
| - Bedheim - Eicha - Gleichamberg - Gleicherwiesen - Haina | - Hindfeld - Mendhausen - Milz - Römhild - Roth | - Simmershausen - Sülzdorf - Westenfeld - Zeilfeld |

## Geschichte

### Vor- und Frühgeschichte
Römhild ist wahrscheinlich der älteste Ort des heutigen Bundeslandes Thüringen. Vermutlich erfolgte die erste Erwähnung im Jahre 150 n. Chr. durch den griechischen Mathematiker und Philosophen Claudius Ptolemäus als Keltisches Oppidum Bikourgion. Bereits seit etwa 2500 v. Chr. war die Region um Römhild dauerhaft von Menschen besiedelt. Etwa seit dem 5. Jahrhundert v. Chr. lassen sich dort keltische Einflüsse feststellen. Reste eines etwa 68 ha großen Oppidums befinden sich auf der nahe gelegenen Steinsburg.

### Mittelalter
Die Erwähnung des „locus Rotmulte“ (lat.: Ort Rotmulte) erfolgte im Jahre 800 als Besitz des Klosters Fulda. Der Name „villa Rotemulti“ (mittelhochdeutsch) bedeutet rote Erde. Zu dieser Zeit gehörte Römhild zum fränkischen Gau Grabfeld. Gaugrafen waren die Grafen von Henneberg. Diese residierten auf der Hartenburg (auch Burg Hartenberg genannt) oberhalb der heutigen Stadt. Mit der Henneberger Erbteilung im Jahr 1274 entstanden die drei Hauptlinien Henneberg-Schleusingen, Henneberg-Römhild und Henneberg-Aschach. Heinrich IV. von Henneberg-Hartenberg wählte die Hartenburg als Sitz der „Römhilder“ Linie. Um das Jahr 1300 gründete Graf Heinrich IV. von Henneberg-Hartenberg die heutige Stadt etwa 1000 Meter südwestlich der alten Siedlung Altenrömhild. Der erste Nachweis der Stadtrechte stammt aus dem Jahr 1317. Mit dem Tod Heinrich des IV. am 30. August 1317 folgte sein Sohn Poppo IX. Poppos kinderloser Sohn Berthold IX. verkaufte sein Land 1378 an seinen Vetter Hermann von Henneberg-Aschach. Hermann trennte sich 1391 von seinem Stammsitz Aschach und verlegte die Residenz auf die Burg Hartenberg. Die Stiftskirche St. Marien und St. Johannis wurde in ihrer heutigen Gestalt 1470 errichtet. Im Jahr 1488 wurden die Stadtbefestigungen fertiggestellt. 1498 erhielt die Stadt die Marktrechte. 1465 bis 1491 verlegten die Henneberger ihren Sitz in die Stadt und erbauten die Vorgängerburg der heutigen Glücksburg als Wasserburg als Folgebau der Hartenburg.

### Neuzeit
Schon die Kelten verarbeiteten den vorkommenden Ton zu Gebrauchsgegenständen. Das beweisen zahlreiche Keramikfunde aus der Keltenzeit. In Römhild begann das Töpferhandwerk vor etwa 500 Jahren zu erblühen, und die Stadt wurde eine Hochburg der Tonverarbeitung. Noch heute gehört das Töpfern in Römhild zum traditionellen Handwerk. Eine gewisse Verbreitung erfuhren die in der Renaissance produzierten Römhilder Kästchen.
Nach Zerstörungen und Bränden 1539–1546, 1555 und 1585–1633 wurde die Burg in der Stadt immer wieder aufgebaut, von 1676 bis 1680 erfolgte dann der Umbau zum Schloss. Von der spätmittelalterlichen Anlage ist nur ein Rundturm im Südwesten erhalten.
Ab 1572 gehörte Römhild zu Sachsen-Coburg, ab 1640 zu Sachsen-Altenburg und ab 1672 zu Sachsen-Gotha.
Römhild war 1614–1681 von der Hexenverfolgung betroffen. Fünf Frauen gerieten in Hexenprozesse, vier wurden verbrannt, eine starb unter der Folter. Sechs weitere Hexenprozesse gab es in den Ortsteilen Bedheim, Haina und Roth.
Von 1680 bis 1710 war Römhild Residenz des Fürstentums Sachsen-Römhild. Nach dem Tod von Herzog Heinrich, dem einzigen Regenten des Fürstentums, kamen Stadt und Amt zu einem Drittel zu Sachsen-Coburg-Saalfeld und zu zwei Dritteln zu Sachsen-Meiningen, das 1826 auch das übrige Drittel übernahm.
Das Stadtbild ist geprägt durch mehrere große Brände und folgenden Wiederaufbau. 1609 brannte 90 % der Bausubstanz ab. Die Kirche, drei Häuser direkt hinter ihr mit im Kern gotischer Bausubstanz und das Hummelshaus neben dem Schabhof blieben bis heute erhalten.
Somit zählen die Bürgerhäuser hinter der Kirche zu den ältesten noch existierenden weltlichen Bauten Südthüringens.
Weitere große Brände folgten 1676, 1714, 1723 und 1891.
Am 22. Oktober 1904 wurde die katholische Pfarrkirche Heilig Kreuz geweiht. Insbesondere durch das bayerische Personal der Bahnstrecke nach Rentwertshausen war eine kleine katholische Gemeinde entstanden. 1912 wurde das von Christian Heurich gespendete und von Max Böhme geplante Volksbad eröffnet.
In der Zeit des Nationalsozialismus wurden 1942 die noch nicht emigrierten Einwohner aus dem „Judenhaus“ Heurichstraße 8 in die NS-Vernichtungslager deportiert. An sie erinnert eine 1988 dort angebrachte Gedenktafel.
Von 1939 bis 1941 waren bis zu 250 polnische Kriegsgefangene aus dem Lager Mühlberg in einem Barackenlager im Steinbruch des Basaltwerkes auf dem Großen Gleichberg untergebracht. Sie mussten unter anderem Zwangsarbeit im Steinbruch, in der Stadt, in der Landwirtschaft oder im Forst leisten. 1941 bis 1942 folgte für den Steinbruch ein Strafgefangenenkommando aus dem Stammlager Bad Sulza mit 120 Gefangenen. Nach einer zeitweisen Stilllegung des Steinbruchs waren dort von August 1943 bis März 1945 maximal etwa 400 „vertragsbrüchige fremdvölkische“ Zwangsarbeiter in einem Arbeitserziehungslager der Gestapo interniert. Die Häftlinge mussten im Basaltbruch oder im Basaltwerk am Römhilder Bahnhof arbeiten. Außerdem wurden sie beim Bau von Bunkern und Stellungen in Mendhausen eingesetzt sowie zeitweise im Handwerk und Gewerbe in Römhild und Umgebung.
Mindestens 500 Häftlinge sind im Lager oder auf dem Evakuierungsmarsch im Jahr 1945 gestorben. Dazu zählen 25 bis 92 marschunfähige Häftlinge, die in einer Sandhöhle am Osthang des Großen Gleichbergs erschossen wurden. Anschließend wurde der Höhleneingang gesprengt, wodurch das Massengrab erst Ende Januar 1947 gefunden wurde.
Nach den offiziellen Todeslisten wurden bis Ende März 1945 auf dem unteren Waldfriedhof am Osthang des Großen Gleichberges 44, auf dem oberen Waldfriedhof 64 und auf dem städtischen Friedhof, wo ein Mahnmal auf einem Ehrenhain steht, 61 Häftlinge bestattet.
Nach dem Zweiten Weltkrieg wurde die Stadt durch den Ausbau des Töpferhandwerkes und die Entstehung der größten Handtöpferei Europas (Töpferhof Gramann) bekannt. Dort fand zwischen 1975 und 1993 insgesamt siebenmal das Internationale Keramiksymposium statt. 2008 wurde dieses Symposium wiederbelebt.
Von 1948 bis 1961 wurde das einstige Kriegerwaisenheim im Schloss Glücksburg als Jugendwerkhof „Rudolf Harbig“ genutzt. Die DDR-Dokumentation Notwendige Lehrjahre von Jürgen Böttcher aus dem Jahr 1960 vermittelt davon einen Einblick.
Am 31. Dezember 2012 schlossen sich die Stadt Römhild und die Gemeinden Haina, Mendhausen, Milz und Westenfeld aus der Verwaltungsgemeinschaft Gleichberge sowie die Gemeinde Gleichamberg zur neuen Stadt Römhild zusammen.

## Einwohnerentwicklung

Einwohnerentwicklung von Römhild von 1631 bis 2018

Einwohnerentwicklung der Stadt Römhild ohne Ortsteile:
| Jahr | Einwohner |
| ---- | --------- |
| 1631 | 1.400     |
| 1672 | 0.790     |
| 1833 | 1.582     |
| 1910 | 1.788     |
| 1925 | 1.716     |
| 1939 | 2.145     |
| 1989 | 2.118     |

| Jahr | Einwohner |
| ---- | --------- |
| 1992 | 2.008     |
| 1993 | 1.947     |
| 1994 | 1.924     |
| 1995 | 1.931     |
| 1996 | 1.955     |
| 1997 | 1.967     |
| 1998 | 1.934     |

| Jahr | Einwohner |
| ---- | --------- |
| 1999 | 1.923     |
| 2000 | 1.933     |
| 2001 | 1.926     |
| 2002 | 1.917     |
| 2003 | 1.903     |
| 2004 | 1.907     |
| 2005 | 1.951     |

| Jahr | Einwohner |
| ---- | --------- |
| 2006 | 1.932     |
| 2007 | 1.925     |
| 2008 | 1.911     |
| 2009 | 1.886     |
| 2010 | 1.879     |
| 2011 | 1.816     |

Einwohnerentwicklung der Gesamtstadt mit allen Ortsteilen:
| Jahr | Einwohner |
| ---- | --------- |
| 1910 | 7.704     |
| 1939 | 8.180     |
| 1989 | 8.265     |
| 1995 | 8.239     |
| 2000 | 8.084     |

| Jahr | Einwohner |
| ---- | --------- |
| 2005 | 7.821     |
| 2010 | 7.370     |
| 2012 | 7.103     |
| 2013 | 7.019     |
| 2014 | 6.980     |

| Jahr | Einwohner |
| ---- | --------- |
| 2015 | 7.004     |
| 2016 | 6.946     |
| 2017 | 6.922     |
| 2018 | 6.869     |
| 2019 | 6.822     |

| Jahr | Einwohner |
| ---- | --------- |
| 2020 | 6.747     |
| 2021 | 6.697     |
| 2022 | 6.661     |
| 2023 | 6.571     |

Datenquelle ab 1995: Thüringer Landesamt für Statistik

## Politik

### Stadtrat
Seit der Kommunalwahl am 26. Mai 2024 setzt sich der Stadtrat wie folgt zusammen:
| Partei/Liste         | %     | Sitze | G/V |
| -------------------- | ----- | ----- | --- |
| Freie Wähler Römhild | 42,8  | 9     | +3  |
| CDU                  | 36,4  | 7     | − 1 |
| Freie Wähler Haina   | 11,7  | 2     | ± 0 |
| BZH                  | 7,1   | 2     | + 1 |
| Grüne                | 2,0   | 0     | − 1 |
| Linke                | n.k.  | 0     | − 2 |
| SPD                  | n.k.  | 0     | ± 0 |
| Gesamt               | 100,0 | 20    | ± 0 |

Ferner gehört dem Stadtrat der Bürgermeister an.

### Bürgermeister
Heiko Bartholomäus (CDU) wurde am 24. Februar 2019 mit 53,4 % der Stimmen zum hauptamtlichen Bürgermeister gewählt. Am 23. Februar 2025 wurde Bartholomäus mit 53,0 % der abgegebenen gültigen Stimmen für eine zweite Amtszeit gewählt, er hatte zwei Mitbewerber.

### Wappen
Blasonierung: „In Silber zwischen zwei zugewendeten Löwen als Schildhalter zwei übereinandergestellte Wappen: oben in einem kleineren roten Schild eine goldgekrönte silberne Säule; unten geviert von 1:4 Schwarz und 2:3 Gold, überdeckt von einem rot-silbern geschachten Balken.“
Das Wappen entstammt dem seit 1613 belegten Siegelbild. Das Säulenwappen ist das des italienischen Adelsgeschlechts Colonna, deren Verwandtschaft die Henneberger sich 1467 durch Papst und Kaiser bestätigen ließen; der rot-silberne Schachbalken kennzeichnet die Henneberger als Burggrafen von Würzburg. Die schwarz-goldene Vierung zeigt die Farbe der Wettiner, die im 16. Jahrhundert Besitzer von Römhild wurden.

### Städtepartnerschaften
- Bad Königshofen im Grabfeld in Unterfranken
- Knetzgau in Unterfranken

## Kultur und Sehenswürdigkeiten

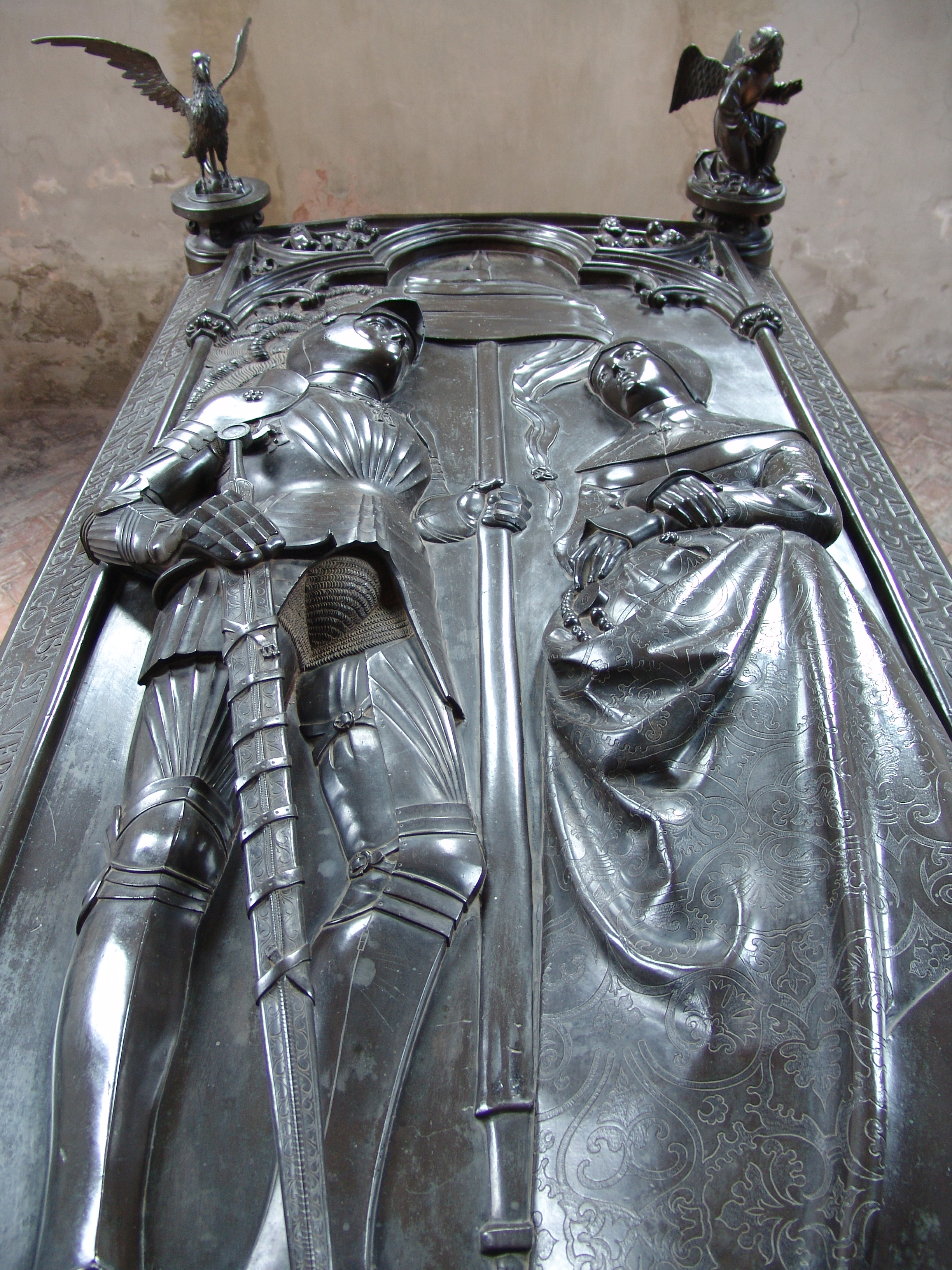
Grabplatte des Grafen Hermann und seiner Gemahlin Elisabeth von Brandenburg von Peter Vischer in der Stiftskirche zu Römhild

### Bauwerke
- Schloss Glücksburg
- Schloss Bedheim
- St. Kilian in Bedheim mit Schwalbennestorgel
- Stiftskirche zu Römhild
- Wehrkirche Milz
- Friedhofskirche
- mittelalterliche Stadtmauer mit Stadtturm
- Steinsburg (Reste eines keltischen Oppidums aus dem 2. und 1. Jahrhundert v. Chr.)
- Burgruine Hartenburg
- Lustschloss im Mertzelbach
- Töpferhof: Der Töpferhof Römhild wurde am 12. November 1720 von einem aus Marbach am Neckar kommenden Häfner gegründet. 1948 wurde der Betrieb von Siegfried Gramann übernommen.[14]

### Museen
- Steinsburgmuseum, Museum für Ur- und Frühgeschichte
- Museum Schloss Glücksburg
- Historisches Feuerwehrmuseum
- Dorfmuseum Mendhausen

### Regelmäßige Veranstaltungen
- Kalter Markt, der erstmals 1800 abgehalten wurde und jährlich am letzten Donnerstag im Januar stattfindet
- mit einem großen Faschingsumzug (Faschingssonntag) und den Karnevalssitzungen ist Römhild eine Hochburg des Karnevals in Südthüringen
- internationales Keramiksymposium (Symposium zur Förderung der Keramikkunst, dreijähriger Turnus)
- Thüringer Keramikmarkt (Spezialmarkt für Keramikerzeugnisse, findet jährlich Mitte August in den Höfen von Schloss Glücksburg statt)

## Wirtschaft und Infrastruktur
In der frühen Neuzeit lebte die Stadt von Töpferei, Gerberei, Tuchmacherei und Weinbau.
Seit 1838 wurde am Kleinen Gleichberg Basalt für Pflastersteine abgebaut. 1901 wurde am Nordhang des Großen Gleichbergs ein neuer Basaltsteinbruch eingerichtet, der 1968 geschlossen wurde. In dem gleichen Zeitraum gab es zwischen 1893 und 1970 eine Eisenbahnstrecke nach Rentwertshausen, über die der gebrochene Basalt abgefahren wurde. Der umfangreiche Basaltabbau war Anfang des 20. Jahrhunderts Grundlage für den damaligen Wohlstand der Stadt.
Industrie und Gewerbe bestehen heute meist aus kleinen mittelständischen Betrieben. Größte Arbeitgeber sind MCR Marmor-Center GmbH, ELIOG Industrieofenbau GmbH und AHG-Klinik Römhild. Das Töpfergewerbe ist auch heute noch präsent. Im Einzugsgebiet der Stadt Römhild befinden sich insgesamt vier Töpfereien.